# 제10군단 (조선민주주의인민공화국)
제10군단(위장명칭: 제365군부대)는 조선인민군 육군의 군단으로, 김정은 국방위원장의 명령에 따라 2010년 9월 량강도 혜산시 춘동에서 창설되었다.
부대는 삼수군 제42여단(제1551군부대)과 갑산군 제43저격여단(제68 군부대), 풍산군과 운흥군의 교도여단으로 구성된 것으로 관측되고 있으며, 부대원들은 초모 사업으로 모집된 군인과 제9군단에서 차출된 군관으로 구성되었다. 이들은 주변 마을의 가정주부를 하루도 빠짐없이 무보수로 노동자로 동원하고 있다.

## 참고
1. 1 2  안윤석 (2010년 12월 15일). “"北, 양강도 혜산에 '10군단' 창설"”. 노컷뉴스. 2012년 8월 30일에 확인함.
2. ↑  김완수 (2011년 12월 13일). “편제에 없는 북한군 10군단 정체는?”. 뉴타임. 2015년 2월 17일에 원본 문서에서 보존된 문서. 2012년 8월 30일에 확인함.